# Josef Klein
Pour les articles homonymes, voir Klein.
Josef Klein, parfois écrit Joseph Klein (né le 3 janvier 1862 à Brünn, margraviat de Moravie, Empire d'Autriche et mort le 4 septembre 1927  à Berlin, République de Weimar) est un acteur germano-autrichien.

## Filmographie partielle
- 1912 : Das Mirakel (1912) (de) de Cherry Kearton et Max Reinhardt
- 1913 : Eine venezianische Nacht (de) de Max Reinhardt
- 1918 : Alraune, die Henkerstochter, genannt die rote Hanne d'Eugen Illés et Josef Klein
- 1918 : Veritas vincit de Joe May
- 1919 : Die Herrin der Welt de Joe May, Josef Klein et Uwe Jens Krafft
- 1920 : Anne Boleyn d'Ernst Lubitsch

## Source de la traduction
- (de) Cet article est partiellement ou en totalité issu de l’article de Wikipédia en allemand intitulé « Josef klein » (voir la liste des auteurs).